# 致青春 (歌曲)
《致青春》是华语歌手王菲在2013年为好友趙薇导演的电影《致我们终将逝去的青春》演唱的一首电影主题曲。这首歌是百度音乐2013年度最受欢迎歌曲、网易云音乐2013年度播放量最高单曲，并提名第50届金马奖最佳原创电影歌曲奖。

## 获奖记录
| 年份   | 颁奖礼             | 奖项               | 结果 |
| 2013年 | 第九届中国金唱片奖 | 流行类年度金曲     | 獲獎 |
| 2013年 | 第九届中国金唱片奖 | 年度最佳电影歌曲   | 獲獎 |
| 2013年 | 百度音乐           | 年度最受欢迎歌曲   | 獲獎 |
| 2013年 | 网易云音乐         | 年度播放量最高单曲 | 獲獎 |
| 2013年 | 金马奖             | 最佳原创电影歌曲   | 提名 |
| 2014年 | 流行音乐全金榜     | 最佳电影歌曲       | 獲獎 |
| 2014年 | 流行音乐全金榜     | 年度20大金曲       | 獲獎 |
| 2014年 | 华语金曲奖         | 十大华语国语金曲   | 獲獎 |